# Čiperkové
Čiperkové je česká dětská hudební kapela, jejíž publikum tvoří děti předškolního věku. 
Kapela vznikla roku 2014, zakladateli jsou spisovatelka Simona Votyová, hudebník Jiří Vopava a učitelka ve školce Alice Koniakovská.Tvoří ji 8 dětí, které mají barevné plyšové kostýmy. Hrají především vlastní repertoár, ale také převzatý. Mají vlastní YouTube kanál s vysokými počty zhlédnutí i odběratelů. Jejich videoklip „Vosy“ patřil začátkem roku 2020 k nejsledovanějším českým klipům na YouTube. Vystupují téměř každý víkend po celé ČR, v divadlech, na festivalech a dalších akcích. Vydali 3 CD a 3 pohádkové zpěvníky. 

## Zajímavosti
- Jsou zapsáni v knize rekordů díky písničce „Bratře Kubo“, kterou nazpívali v 23 jazycích.
- Pořádají vlastní dětský festival Čiperkafest.
- Spolu s dalšími interprety dětské scény účinkují v první dětské česko-slovenské písničce „Houpací koně“.
- Vystupovali v Německu, na Karlovarském festivalu, na Colours of Ostrava.
- Podporují charitativní projekty. Opakovaně vystoupili na benefičních koncertech nadačního fondu Šťastná hvězda, Nedoklubka a dalších. V roce 2019 vystoupili v rámci projektu Ježíškova vnoučata v domově důchodců. V roce 2021 vystoupili v Moravské Nové Vsi po tornádu a také pro nadaci Nautis, která pomáhá dětem s autismem.
- CD Písničkozem jim pokřtila legenda dětské hudební scény Dáda Patrasová.[2]
- Původně se jednalo o projekt rodičů pouze pro své děti, který vzbudil nečekaný ohlas i u dalších rodičů.

## Účinkující
Jelikož jsou účinkující děti, v průběhu působení se již několikrát prostřídaly. Každá postava má svoji alternaci. První moderátorkou Čiperků byla Mína, která v kapele působila téměř pět let. Po té se stala známou influencerkou a nyní se profiluje jako zpěvačka. Složení v roce 2021: Kateřina Mullerová/ Kiki Ulrichová (moderátorka), Leyla Elwahiby (beruška), Kateřina Kinclová/Alena Semrádová (opička), Kája Svěcená/Chiara Kekrt/Vanessa Prchlíková (kytička), Zuzana Křížová/Anička Křížová (vosy), Tobiáš Freja/ Sebastian Prchlík (vosáci), Agáta Soukupová/Sofie Šimáčková/Kája Bulawová/ Leontýnka Holcová (sluníčko), Deniska Irglová (pomocnice Deniska). Složení v roce 2022/2023: Kiki Ulrichová/Luky Kolář/ Alenka Semrádová (moderátor/ka), Leyla Elwahiby/Deniska Irglová/Sofia Kovtoniuk, kterou vystřídala Wafi Pantie (beruška), Kristýna Hotová/Charlotta Langmajerová (opička), Tobiáš Freja/Dája Chaloupková/Klaudie Valterová (vosáci), Agáta Soukupová/Kristýna Svěcená/Naty Eichnerová (kytička), Leontýnka Holcová/Nikol Zíková (sluníčko), Emma Šauerová (pomocnice Emmička a vosa).

## Diskografie
CD
- 2015 Čiperkové
- 2018 Čiperkové na cestách
- 2021 Písničkozem

Knihy
- 2016 pohádkový zpěvník Čiperkové
- 2018 pohádkový zpěvník Čiperkové na cestách
- 2021 pohádkový zpěvník Čiperkové – Frčíme dál